# 그 녀석과 주종관계
《그 녀석과 주종관계》(-主從關係)는 우은지, 홍성경 작가가 comico에서 연재하는 대한민국의 웹툰 작품이다.